# Estiva
Estiva är en kommun i Brasilien.   Den ligger i delstaten Minas Gerais, i den sydöstra delen av landet, 800 km söder om huvudstaden Brasília. Antalet invånare är 10 844. Arean är 245 kvadratkilometer.
Terrängen i Estiva är huvudsakligen kuperad, men åt nordost är den platt.
Omgivningarna runt Estiva är huvudsakligen savann. Runt Estiva är det ganska glesbefolkat, med 26 invånare per kvadratkilometer.